# 小行星29246
小行星29246（29246 Clausius）是一颗绕太阳运转的小行星，为主小行星带小行星。该小行星于1992年9月2日发现。

## 轨道参数
小行星29246的轨道半长轴为2.7411231 UA，离心率为0.169。